# Takashima
Takashima (japanska: 高島市?, Takashima-shi) är en stad i Shiga prefektur i Japan. Staden skapades 2005 genom en sammanslagning av kommunerna Takashima, Adogawa, Imazu, Kutsuki, Makino och Shinasahi.